# Širvan Muradov
Širvan Gadžikurbanovič Muradov (* 20. června 1985) je ruský zápasník–volnostylař lakecké národnosti, olympijský vítěz z roku 2008.

## Sportovní kariéra
Je rodákem z dagestánské obce Čapajevo v Novolakském okrese Zápasení se věnoval od 10 let. Vrcholově se připravoval v Machačkale ve sportovním tréninkovém centru Dinamo pod vedením Imanmurzi Alijeva. V ruské mužské volnostylařské reprezentaci se pohyboval od roku 2006 ve váze do 96 kg. V roce 2008 nečekaně zvítězil na červnovém mistrovství Ruska a na úkor ruské jedničky Chadžimurata Gacalova si zajistil účast na olympijských hrách v Pekingu. V Pekingu se musel od úvodního kola popasovat s náročným losem. V semifinále otočil poměr setů na 2:1 s nepříjemným reprezentantem Ázerbájdžánu Chetagem Gozjumovem. Ve finále se utkal s reprezentantem Kazachstánu Tajmurazem Tydžytym. První set vyhrál přítrhem 1:0 na technické body. Druhý set skončil v regulérní hrací době nerozhodně 0:0. Dle tehdejších pravidel přišlo na řadu tahání míčků. Rozhodčí vytáhl míček s červenou barvou dresu jeho soupeře. Měl se tedy Tydžytymu po dobu 30s ubránit v "nevýhodné" pozici. To se mu nakonec povedlo a po výhře 2:0 na sety získal zlatou olympijskou medaili.
Od roku 2009 laboroval s kolenem a podstoupil několik operací. Na žíněnku se vrátil teprve v roce 2011, ale do užšího výběru ruské reprezentace se neprosadil na úkor svého týmové kolegy Abdusalama Gadisova.

## Výsledky
| Turnaj             | 2005 | 2006 | 2007 | 2008 |
| Turnaj             | 20   | 21   | 22   | 23   |
| Turnaj             | -84  | -96  | -96  | -96  |
| ------------------ | ---- | ---- | ---- | ---- |
| Olympijské hry     |      |      |      | 1.   |
| Mistrovství světa  | —    | —    | —    |      |
| Mistrovství Evropy | —    | —    | 1.   | —    |
| MS juniorů         | —    |      |      |      |
| ME juniorů         | 1.   |      |      |      |